# Carlo Gatti
Pour les articles homonymes, voir Gatti.
Carlo Gatti  (19 décembre 1876 - 3 mars 1965)  né à Florence est un musicologue, critique musical et compositeur italien.
Professeur au Conservatoire Giuseppe-Verdi (Milan) (1898-1941), il a fondé et dirigé la section musique du Théâtre du peuple à Milan, devenant surintendant de  La Scala de Milan, pendant deux ans, à partir de 1942. Il a été critique musical pour divers magazines et a rédigé des monographies sur Giuseppe Verdi (2 vol., 1930) et Alfredo Catalani (Catalani, 1953). Il a  publié l'édition critique de certaines compositions de Leonardo Leo, Alessandro Scarlatti et Giovanni Paisiello (Nina, o sia La pazza per amore). 
Il a également composé des musiques symphoniques et vocales .